# Peter Jianette
Peter Jianette, född 2 november 1963, är en amerikansk före detta fotbollsspelare som spelade professionellt i Major Indoor Soccer League och som deltog i det amerikanska laget under U20-världsmästerskapet i fotboll 1981.